# Geboltskirchen
Geboltskirchen település Ausztriában, Felső-Ausztria tartományban, a Grieskircheni járásban, területe 17,3 km².

## Fekvése
Tengerszint feletti magassága 555 méter. Geboltskirchen Haag am Hausruck, Weibern, Gaspoltshofen, Wolfsegg am Hausruck, Ottnang am Hausruck és Eberschwang településekkel határos.

## Népesség
Lakosainak száma 1421 fő (2018. január 1.).